# Clarinda (Iowa)
Clarinda is een stad in de Amerikaanse staat Iowa. Het is het administratief centrum van Page County en telt 5.690 inwoners (2000).
De stad is beroemd geworden doordat het de geboorteplaats is van de bekende jazzmuzikant en orkestleider Glenn Miller.

## Geboren
- Glenn Miller (1 maart 1904 - 15 december 1944), jazztrombonist, bigbandleider en arrangeur
- Marilyn Maxwell (1921-1972), actrice
- Billy Aaron Brown (28 juli 1982), acteur

## Plaatsen in de nabije omgeving
De onderstaande figuur toont nabijgelegen plaatsen in een straal van 16 km rond Clarinda.